# Oxid de wolfram (IV)
Dioxidul de wolfram este un compus chimic cu formula WO2. Cristalizează în sistemul monoclinic. Are o structură similară cu rutilul, adică centrii WO6 în octaedrii distorsionați, care alternează cu legături de tip W-W scurte (248 pm). Fiecare centru de wolfram are o configurație de tip d2, ceea ce conferă materialului o conductivitate electrică mare.

## Obținere
Oxidul de wolfram (IV) poate fi preparat prin reducerea anhidridei wolframice (WO3) cu pudră de wolfram; reacția durează 40 de ore și are loc la o temperatură de 900 °C. Poate să apară un intermediar de reacție, anume o specie cu valențe mixte, parțial redusă: W18O49.
2 WO3  +  W  →  3 WO2
Reducerea se poate face și cu curent de hidrogen, la aceeași temperatură.